# Кониси Масутаро
Кониси Масутаро (яп. 小西増太郎, в крещении Даниил Петрович Кониси; 4 апреля 1862 года, преф. Окаяма — 10 декабря 1940 года, Бидзен, преф. Окаяма) — японский русист, переводчик и толстовец.

## Биография
В возрасте 20 лет он переехал в Токио, принял православие и поступил в семинарию при Российской духовной семинарии в Токио, стажировался в России, где окончил в 26 лет учёбу в Киевской Духовной Академии по теологии и поступил вольнослушателем в Московский университет по психологии. Познакомился со Львом Толстым.
После возвращения из России переписывался с писателем. Является автором первого опубликованного перевода трактата «Дао дэ цзин» на русский язык. Книга под редакцией Льва Толстого была издана в 1894 году.

Св. Николай Японский (И. Д. Касаткин) записал в Дневник: 
27 мая/8 июня 1895.  <…> прочитал статью академиста нашего, кандидата Киевской Духовной Академии Даниила Кониси, и часа два был в состоянии человека, нанюхавшегося чего-нибудь мерзкого. Статья «Характеристика русских». По Кониси: русский «<…> — тупой разумением, вялый волею, ленивый, не любящий ничего, кроме покоя,— до того, что даже руки не поднимет вытащить мухи из рюмки водки, а глотает водку прямо с мухой <…>   И вот результат моего старания — сделать из посылаемых в Академии связующее звено между русским и японским народом! Совершенно наоборот — отталкивающими орудиями между двумя народами они сделались. Ибо, прочитавши статью Кониси, кто же из японцев не почувствует презрения к русским и желания быть подальше от них. Впрочем, и то: почувствуют это люди по мерке Кониси; но поумнее, пожалуй, и призадумаются: «Как же такой глупый, слабый, ленивый народ создал государство, пред одним словом которого хоть бы теперь Япония отступает из завоеванной Манчжурии. И русскому государству только тысяча лет, а Японии более двух тысяч,— сравнить же их ныне — кто больше и сильнее?..» <…> На счет Миссии воспитался здесь в Семинарии; не стоил по успехам отправления в Академию, но надул: подставил своего родственника — богача Нозаки, который, действительно, лично мне сказал, что отправляет его на свой счет и будет содержать в Академии — все ложь! Я написал в Синод, что один едет в Академию на свой счет, и должен был за это платиться своими боками: более двух тысяч рублей стоит мне лично этот хулитель России, потому что после совестно было просить Синод принять его на счет,— совестно за Японию, пришлось бы выставить надувательство японца. «Благодарность есть свойство возвышенных душ» — это так; благодарности от японцев я не жду, ибо достаточно уже учен ими в сем роде; но душу мутит, что Отечество мое поносят и без нужды и даже во вред себе поносят; разве же подобные статьи не напускают тумана в глаза своим японцам?.
На вторую встречу с Толстым в 1909 году приехал с японским соляным магнатом Нодзаки Букитиро, а в 1910 был единственным японцем на похоронах писателя. Получил в подарок от Толстого томик Библии с пометками 
В 1910 году Кониси опубликовал свой перевод «Евангелия» Льва Толстого на японский язык. Также Кониси переводил на японский и другие произведения автора, преимущественно небольшие. Опубликовал несколько книг о Толстом, из которых выделяют «Беседы с Толстым».
Был профессором русской литературы в Университете Киото.

## Семья
Сын Токуро Кониси (小西得郎 1896—1977) стал бейсболистом и бейсбольным менеджером.